# 牛深港
牛深港（うしぶかこう）は、熊本県天草市にある熊本県が管理する地方港湾であり、東シナ海と八代海の接続点である長島海峡に面する。

## 概要
天草下島南端に位置する港で、東側は長島海峡を挟んで長島があり、古くから長崎県と鹿児島県の接点となっている。1967年に当港と長島の蔵之元港を結ぶフェリーが就航、長崎・熊本・鹿児島の3県を結ぶ観光ルート「西九州サンセットライン」の一部となっている。また、南側に近接する下須島が天然の防波堤となること、港内の水深が深いことから、避難港としても活用されてきた。
当港は港湾区域（地方港湾）と漁港区域（第三種漁港）が重複して指定されている、全国でも数少ない港湾である。港の中央部を牛深ハイヤ大橋が横断しており、天草下島と下須島を結んでいる。
2015年度の発着数は29,975隻（2,353,792総トン）、利用客数は160,490人（乗船81,753人、下船78,737人）である。
一帯は2011年（平成23年）11月25日にみなとオアシスに登録していて、道の駅うしぶか海彩館を代表施設とするみなとオアシス天草牛深として観光拠点ともなっている。また牛深港付近の築ノ島、法ヶ島は日本初の海中公園（現在は海域公園）であり、うしぶか海の駅として海の駅に登録している。

## 航路

### 三和フェリー
- 牛深港 - 蔵之元港

江崎汽船グループの三和商船がフェリー「第二天長丸」を1日10往復を運航する。

## 港湾施設
- 物揚場（-4.0m×180m）
- 物揚場（-3.0m×70m）
- 物揚場（-2.0m×90m）
- フェリー岸壁
- 旅客船浮桟橋（2基、20m×4バース）
- 旅客待合所
- 野積場（7,367m2）